# 沼兀列亦惕
沼兀列亦惕（Je'üreyid），是一個13世紀的蒙古游牧氏族部落，屬尼倫蒙古。《元朝秘史》作沼兀列亦惕，《圣武亲征录》作照烈，《元史》作召烈台。
据《元朝秘史》记载，孛儿只斤氏（蒙古部统治氏族）始祖孛端察儿娶正妻时，陪嫁侍女与他生下儿子“沼兀列歹”，其后代形成沼兀列亦惕氏。孛端察儿死后，沼兀列歹被孛端察儿正妻之子诽谤为“阿当罕・兀良合惕部男子所生，因此被逐出蒙古部悬肉祭天的灵庙。波斯语《集史》因混淆照烈部与札只剌部（札木合的部落），仅留存碎片化记载。
12世纪末，沼兀列亦惕部隶属于泰赤乌部，却与铁木真（成吉思汗）率领的乞颜氏居地邻近，常随铁木真围猎。铁木真曾接济沼兀列亦惕部宿营，围猎时故意将野兽驱向其方向，逐渐赢得部众归附。而泰赤乌部对沼兀列亦惕部屡施暴虐，最终其首领玉律拔都、塔海答魯背弃泰赤乌部，率部投奔铁木真。后来塔海答魯又背离铁木真，泰赤乌部出兵攻灭沼兀列亦惕部。
遭泰赤乌部攻击后，照烈部元气大伤，即便在铁木真建国后也未涌现重要武将。史料仅记载三位效力成吉思汗的沼兀列亦惕人：合里兀答儿，1203年合兰真沙陀之战后，合撒儿派遣沼兀列亦惕部落的合里兀答儿和兀良哈部落的察兀儿罕作为使者去见王汗；抄兀儿，因率先密报札木合被拥立为“古儿汗”的情报而立功；失鲁孩（雪里坚那颜），被任命为千户长随军征战。